# Нова Весь (Мисленицький повіт)
Нова Весь (пол. Nowa Wieś) — село в Польщі, у гміні Добчиці Мисленицького повіту Малопольського воєводства.
Населення — 496 осіб (2011).
У 1975-1998 роках село належало до Краківського воєводства.

## Демографія
Демографічна структура станом на 31 березня 2011 року:
|          | Загалом | Допрацездатний вік | Працездатний вік | Постпрацездатний вік |
| -------- | ------- | ------------------ | ---------------- | -------------------- |
| Чоловіки | 240     | 69                 | 158              | 13                   |
| Жінки    | 256     | 60                 | 153              | 43                   |
| Разом    | 496     | 129                | 311              | 56                   |